# Summer in February
Summer in February (bra: A Arte da Paixão) é um filme de 2013 dirigido por Christopher Menaul.

## Sinopse
Situado na Cornualha, no início do Século XX, Summer in February se concentra em um grupo Bohemi de artistas denominado Grupo Lamorna, que incluem Alfred Munnings (Dominic Cooper), Laura Knight (Hattie Morahan) e Harold Knight (Shaun Dingwall). O grupo está no centro do triângulo amoroso na vida real entre Alfred, seu amigo Gilbert Evans (Dan Stevens) e a menina que ambos amavam, Florença Carter-Wood (Emily Browning).[carece de fontes?]

## Recepção
No agregador de críticas dos Estados Unidos, o Rotten Tomatoes, na pontuação onde a equipe do site categoriza as opiniões da  grande mídia e da mídia independente apenas como positivas ou negativas, o filme tem um índice de aprovação de 31% calculado com base em 38 comentários dos críticos. Por comparação, com as mesmas opiniões sendo calculadas usando uma média aritmética ponderada, a nota alcançada é 4.6/10 que é seguida do consenso: "Ele possui belas paisagens, mas em todos os outros aspectos (...) é um drama de época dolorosamente sem graça".
Em outro agregador de críticas também dos Estados Unidos, o Metacritic, que calcula as notas usando somente uma média aritmética ponderada de determinados veículos de comunicação em maior parte da grande mídia, o filme tem 6 avaliações da imprensa anexadas no site e uma pontuação de 22 entre 100, com a indicação de "revisões geralmente desfavoráveis".
Stella Papamichael da Digital Spy deu ao filme três de cinco estrelas e comentando: "O filme em si é nenhuma obra-prima, mas tem um certo correnteza irresistível." Papamichael pensou que Menaul e Smith parecia incerto quando ele veio para as cenas entre incidentes documentados e chamou o diálogo "utilizável".
Chris Tookey do Daily Mail deu o filme uma estrela e dizendo que é "um pesado, sub-mercantado drama do traje do Marfim, não muito convincente, mesmo que ele seja baseado em uma história real, sobre um triângulo amoroso em Edwardian Cornwall". Michael Hann, a partir do The Guardian disse que "a prova de que a verdade é mais maçante do que a ficção vem com este conto de eventos reais em colônia dos artistas Lamorna em Cornwall nos meses antes da primeira guerra mundial." Ele também pensou que o papel da Browning foi subscrito.